# Vila Vladislava Vančury
Vila Vladislava Vančury je rodinná vila v Praze 5-Zbraslavi v ulici Vladislava Vančury, která stojí na zalesněném východním úpatí kopce Havlína. Od roku 1958 je chráněna jako nemovitá kulturní památka České republiky.

## Historie

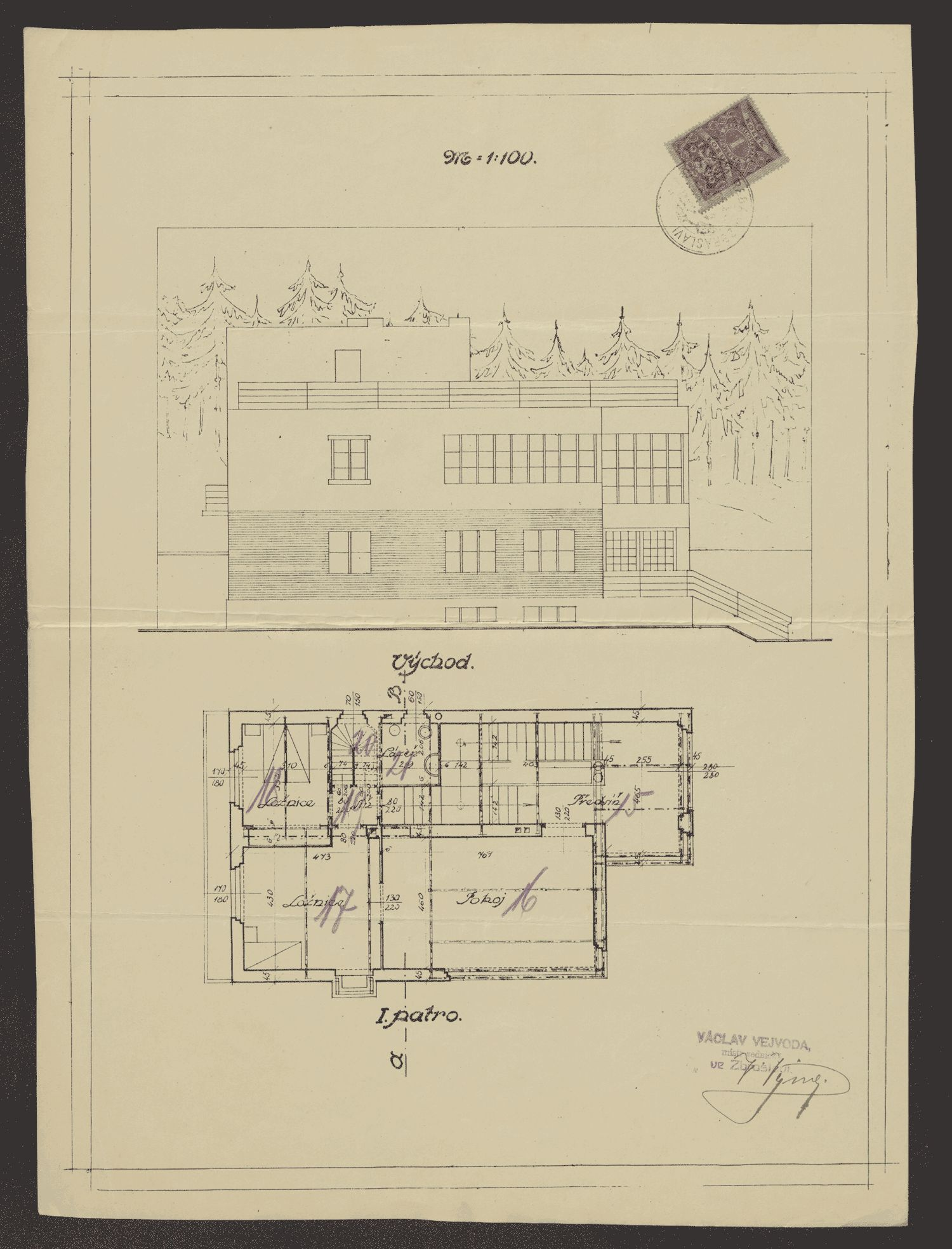
Plán zbraslavské vily Vladislava Vančury, před 1929 (SOkA Praha-venkov)

Stavební parcelu odkoupila rodina lékaře a spisovatele Vladislava Vančury od bývalého zbraslavského poštmistra pana Vágnera. První plán vily vznikl roku 1924 v ateliéru architekta Jaromíra Krejcara, přítele z Devětsilu. Radikálně pojatý návrh v puristickém slohu Krejcar roku 1926 přepracoval; tato zjednodušená varianta ale neprošla schvalovacím řízením. Projekt poté upravil a realizoval zbraslavský stavitel Václav Vejvoda.
Ve vile byla umístěna ordinace pro lékařskou praxi Vančurovy manželky paní Ludmily, spisovatel měl pracovnu ve druhém patře nad bytem.
12. května 1942 Vančuru ve vile zatklo gestapo. Byl obviněn z účasti na odbojové činnosti a na Kobyliské střelnici zastřelen. Připomíná jej pomník s bustou umístěný při vstupu do zahrady.

## Popis

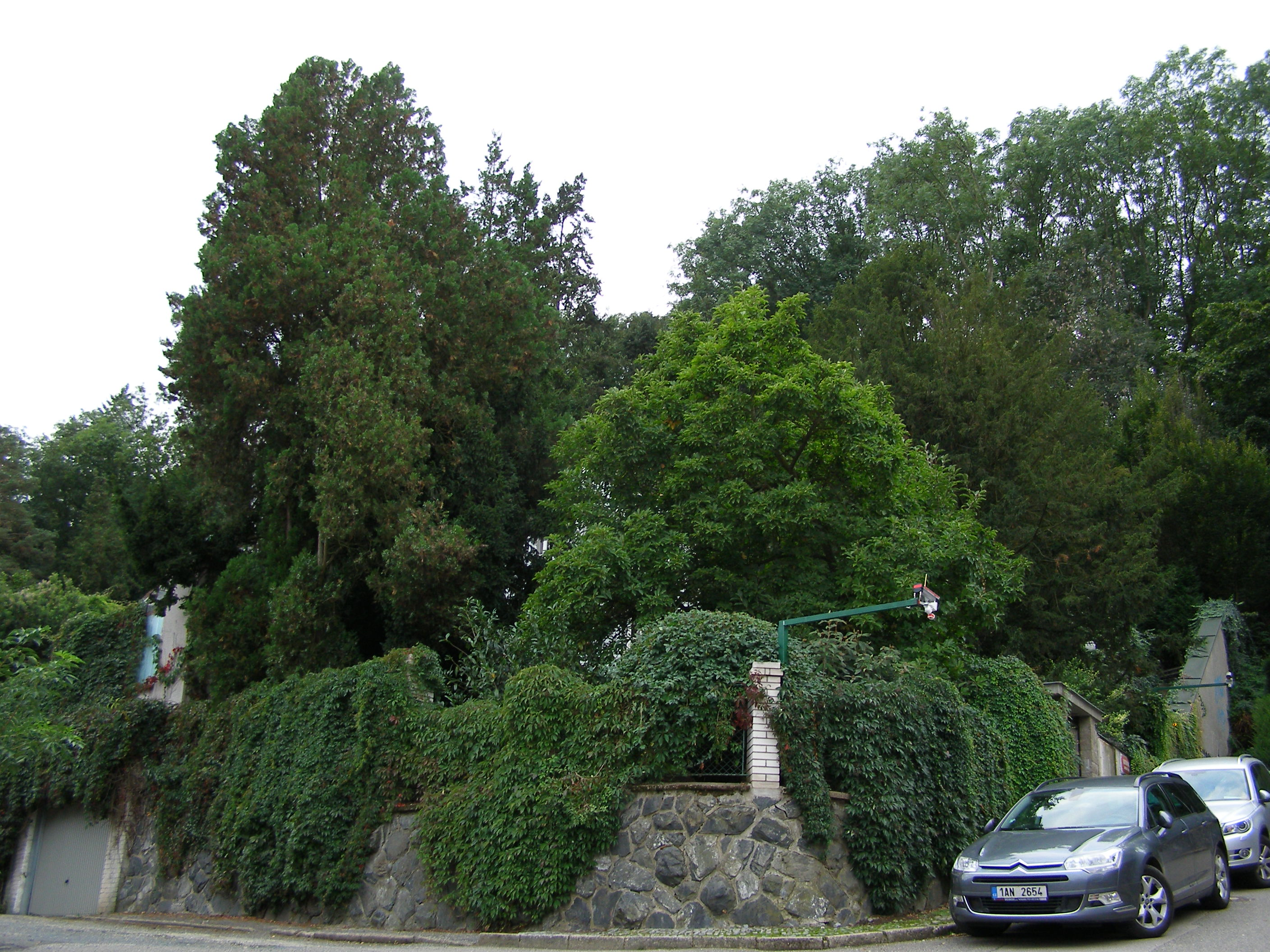
Zahrada vily v ulici Vladislava Vančury

Dvoupatrová vila je postavena uprostřed zahrady na svažitém terénu obráceném na východ. Stavba má plochou střechu a pásová, nepravidelně rozmístěná okna. Hlavní vstup do domu je na severní straně. V prvním nadzemním podlaží se nacházela lékařská ordinace, ve druhém schodišťová hala a byt rodiny, třetí podlaží s pracovnou Vančury je spojeno s terasou orientovanou na severovýchod.
Zahrada obklopuje vilu ze všech stran, její výrazně svažitý terén vede od západu k východu. Plocha je rozčleněna do teras, které jsou spojeny rampami a schodišti. V severovýchodní části stojí malý zahradní domek.
Nově postavený je kruhový bazén uprostřed vydlážděné plochy, zídky obložené zelenou břidlicí, dláždění terásek a osvětlení zahrady.
Pomník
Na konci slepé ulice před vstupem do zahrady stojí od roku 1959 pomník Vladislava Vančury. Busta vytvořená sochařem Karlem Lidickým je umístěna na žulovém podstavci v podobě komolého kužele. Na severní straně je vyryto jméno autora a datum 1959. Na čelní straně podstavce je z jednotlivých písmen z kovu osazeno jméno „Vladislav Vančura“.